# Phrynobatrachus perpalmatus
Phrynobatrachus perpalmatus is een kikker uit de familie Phrynobatrachidae en het geslacht Phrynobatrachus. De soort werd voor het eerst wetenschappelijk beschreven door George Albert Boulenger in 1898.
De kikker komt voor in delen van Afrika en leeft in de landen Congo-Kinshasa, Malawi, Mozambique, Soedan, Tanzania, Zambia, mogelijk Burundi, en mogelijk Zimbabwe.